# .pr
.pr là tên miền quốc gia cấp cao nhất (ccTLD) của Puerto Rico.
Được hỗ trợ bởi Tổ chức Khoa học Quốc gia, Phòng nghiên cứu Gauss đã được thành lập tại trường Đại học Puerto Rico, Rio Piedras Campus ở 1986. Vào năm 1989 Hội Khoa học Quốc gia đã trao tiền quỹ choh Tiến sĩ Oscar Moreno với đề tài mang tên Hỗ trợ Sự gia nhập của Đại học Puerto Rico trong NSFNET, và ten miền.pr được chỉ định cho Phòng nghiên cứu Gauss dưới sự điều hành của Tiến sĩ Oscar Moreno. Từ đó, Phòng nghiên cứu Gauss đã đưa ra dịch vụ tên miền.pr cho các công ty Quốc gia và quốc tế, tổ chức và các văn phòng đại diện.
Hội đồng tên miền.pr (địa phương, quốc tế, học thuật) đề nghị việc tạo ra một tổ chức phi lợi nhuận, "Công ty Phòng nghiên cứu Gauss" (GRL-INC), một công ty được tổ chức theo luật của Thịnh vượng chung Puerto Rico, đăng ký với Văn phòng Quốc gia Puerto Rico, là cơ quan quản lý tên miền cấp cao nhất của Puerto Rico và là đơn vị chịu trách nhiệm cung cấp một sự quản lý ổn định và an toàn cho tên miền.pr.

## Tên miền con
- .pr - cho các doanh nghiệp, chuyên gia, cá nhân, công ty; * Có một số giới hạn được áp dụng.
- .biz.pr - dành cho doanh nghiệp
- .com.pr - cho công ty, nhưng không bắt buộc
- .edu.pr - cho cơ quan giáo dục đặt tại Puerto Rico
- .gov.pr - cho cơ quan của chính phủ Puerto Rico
- .info.pr - cho trang web mang tính thông tin
- .isla.pr - cho người ở Puerto Rico
- .name.pr - cho cá nhân
- .net.pr - cho đơn vị hướng về mạng, nhưng không bắt buộc
- .org.pr - cho tổ chức, nhưng không bắt buộc
- .pro.pr - cho tổ chức chuyên nghiệp
- .est.pr - cho sinh viên đại học, www.est.pr Lưu trữ ngày 4 tháng 3 năm 2016 tại Wayback Machine
- .prof.pr - cho giáo sư đại học, www.prof.pr Lưu trữ ngày 4 tháng 3 năm 2016 tại Wayback Machine
- .ac.pr - cho học viện www.ac.pr Lưu trữ ngày 24 tháng 1 năm 2016 tại Wayback Machine